# Wladimir Galkin
Wladimir Galkin ist ein ehemaliger sowjetischer Skispringer.

## Werdegang
Galkin startete bei der Vierschanzentournee 1969/70 zu seinem ersten und einzigen internationalen Turnier. Nach einem guten 28. Platz auf der Schattenbergschanze in Oberstdorf konnte er in der Folge diese Leistung nicht mehr wiederholen. In Garmisch-Partenkirchen auf der Großen Olympiaschanze landete er auf dem 72. Platz, bevor er auf der Bergiselschanze in Innsbruck Rang 51 belegte. Die Tournee beendete er mit dem 44. Platz auf der Paul-Außerleitner-Schanze in Bischofshofen und erreichte damit Rang 45 in der Tournee-Gesamtwertung.

## Erfolge

### Vierschanzentournee-Platzierungen
| Saison  | Platz | Punkte |
| ------- | ----- | ------ |
| 1969/70 | 45.   | 744.8  |